# Musée archéologique de Gdańsk
Le musée archéologique de Gdańsk (en polonais Muzeum Archeologiczne w Gdańsku) est un musée inauguré en 1953 et présente l'histoire de la Poméranie depuis l'Antiquité jusqu'à l'époque moderne.

## Historique
En 1953 il est créé en tant qu'une section du musée national de Gdańsk, en juin 1958 la section reçoit son siège et finalement le 1er juin 1962 devient un musée autonome.
Le site abrite une partie de la collection du musée de la Prusse Occidentale (de) échappée à la destruction de la Seconde Guerre mondiale. Depuis sa création le musée mène des fouilles en Poméranie. En 1987 il a étendu ses recherches au centre historique de Gdańsk jusqu'alors exploré par l'Institut de l'histoire de la culture matérielle de l'Académie polonaise des sciences. En 1993 l'expédition du musée a entrepris des travaux archéologiques au Soudan dans la région de la quatrième cataracte du Nil.

## Galerie

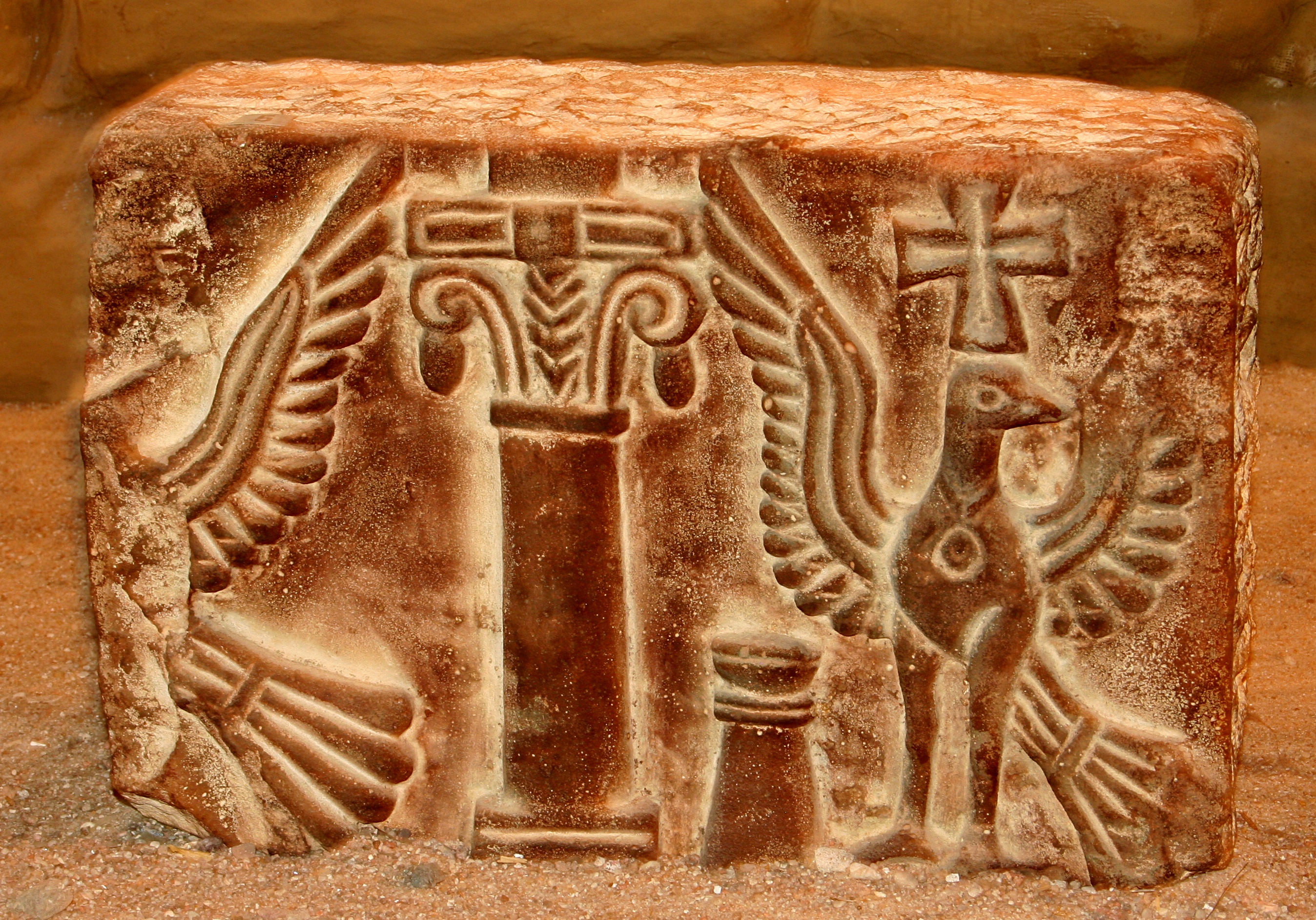
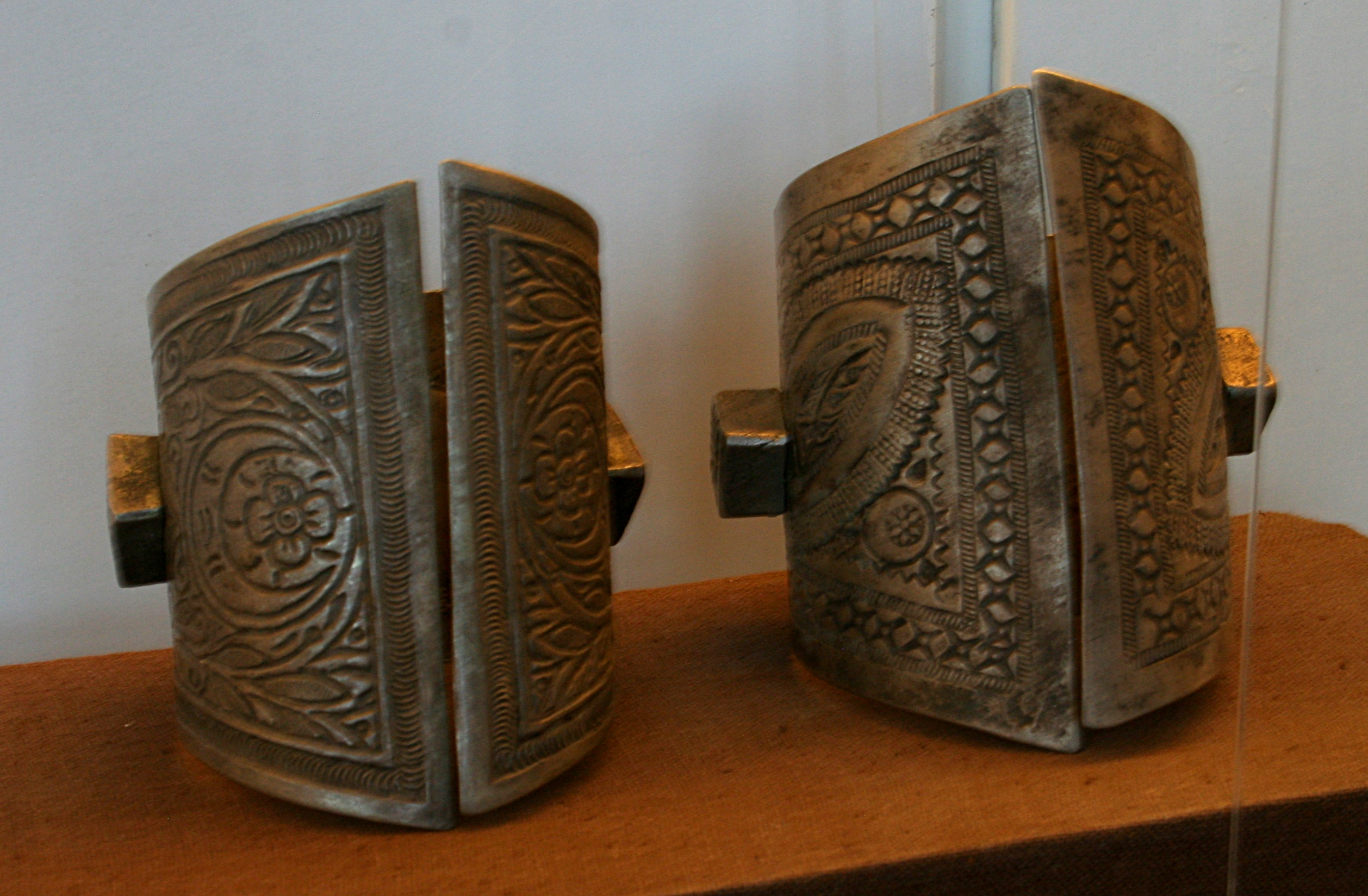
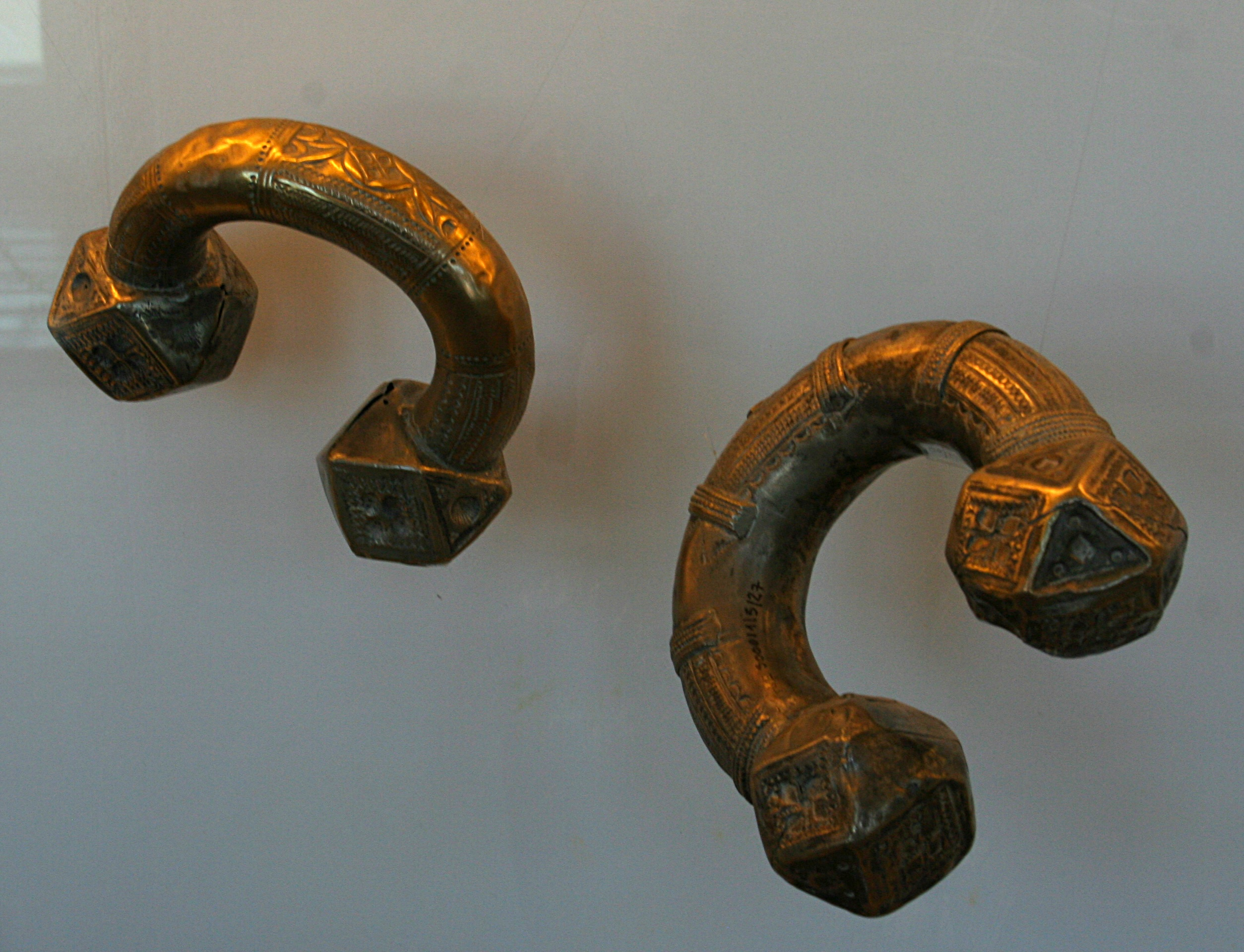
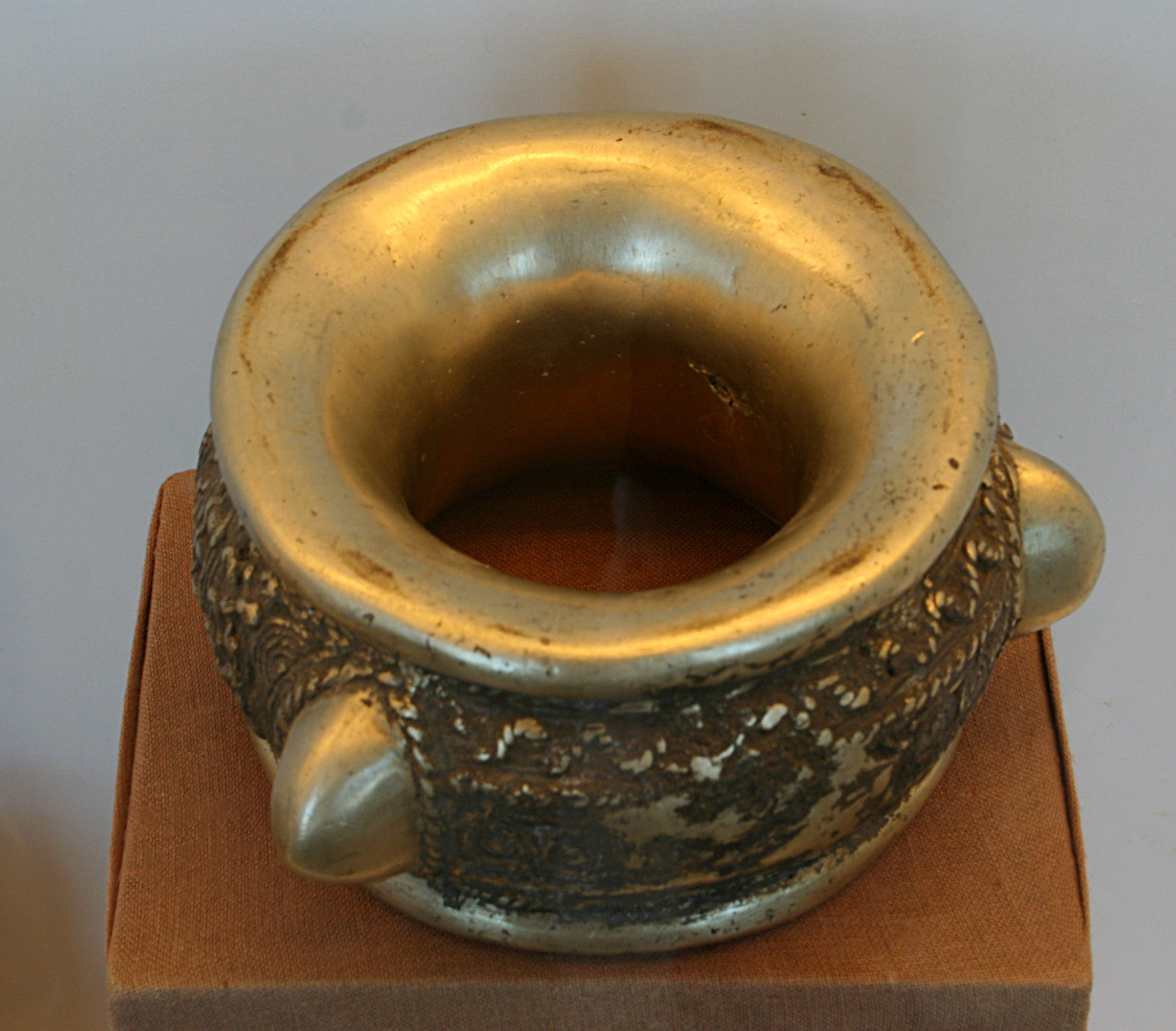
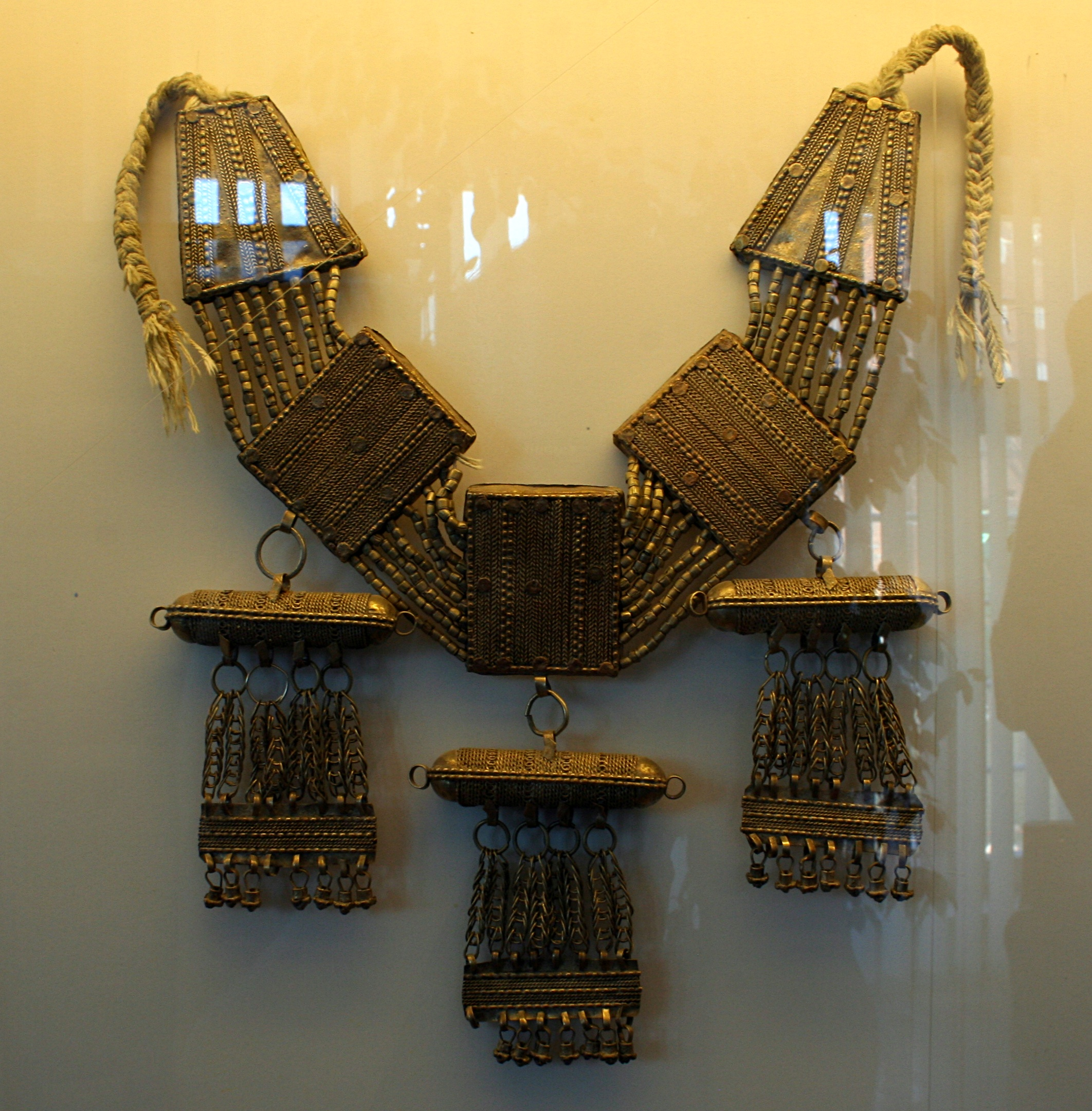
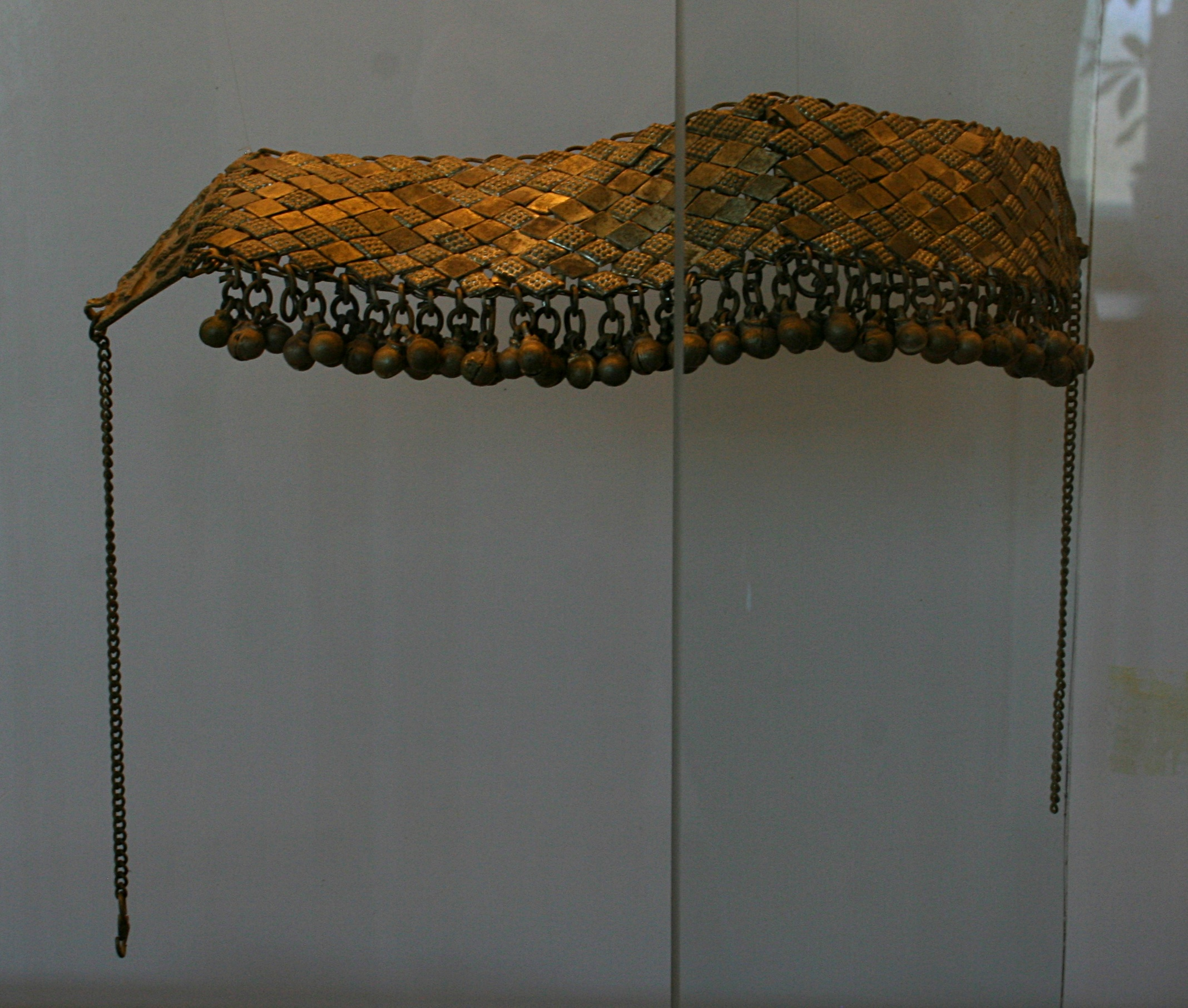
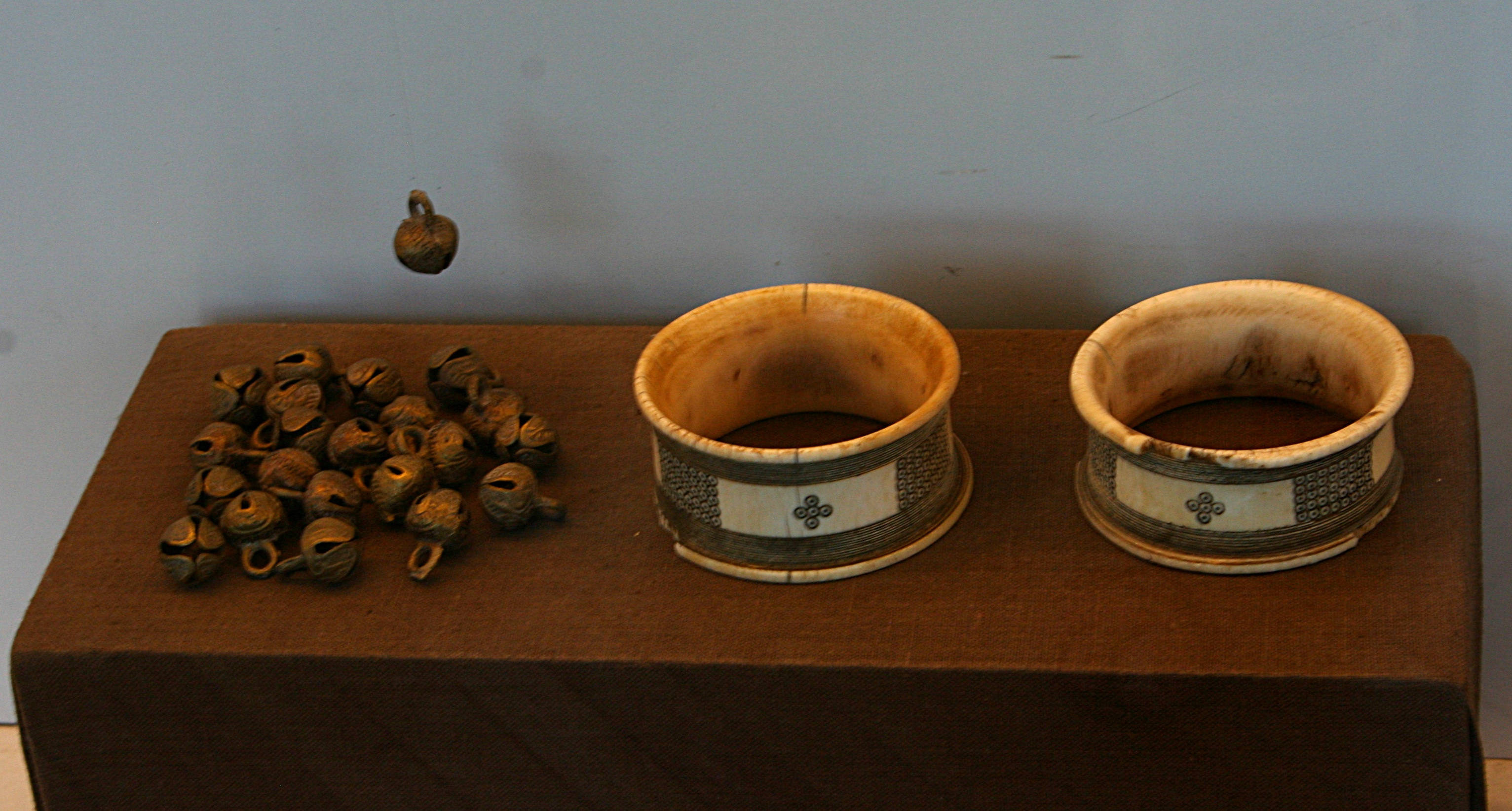
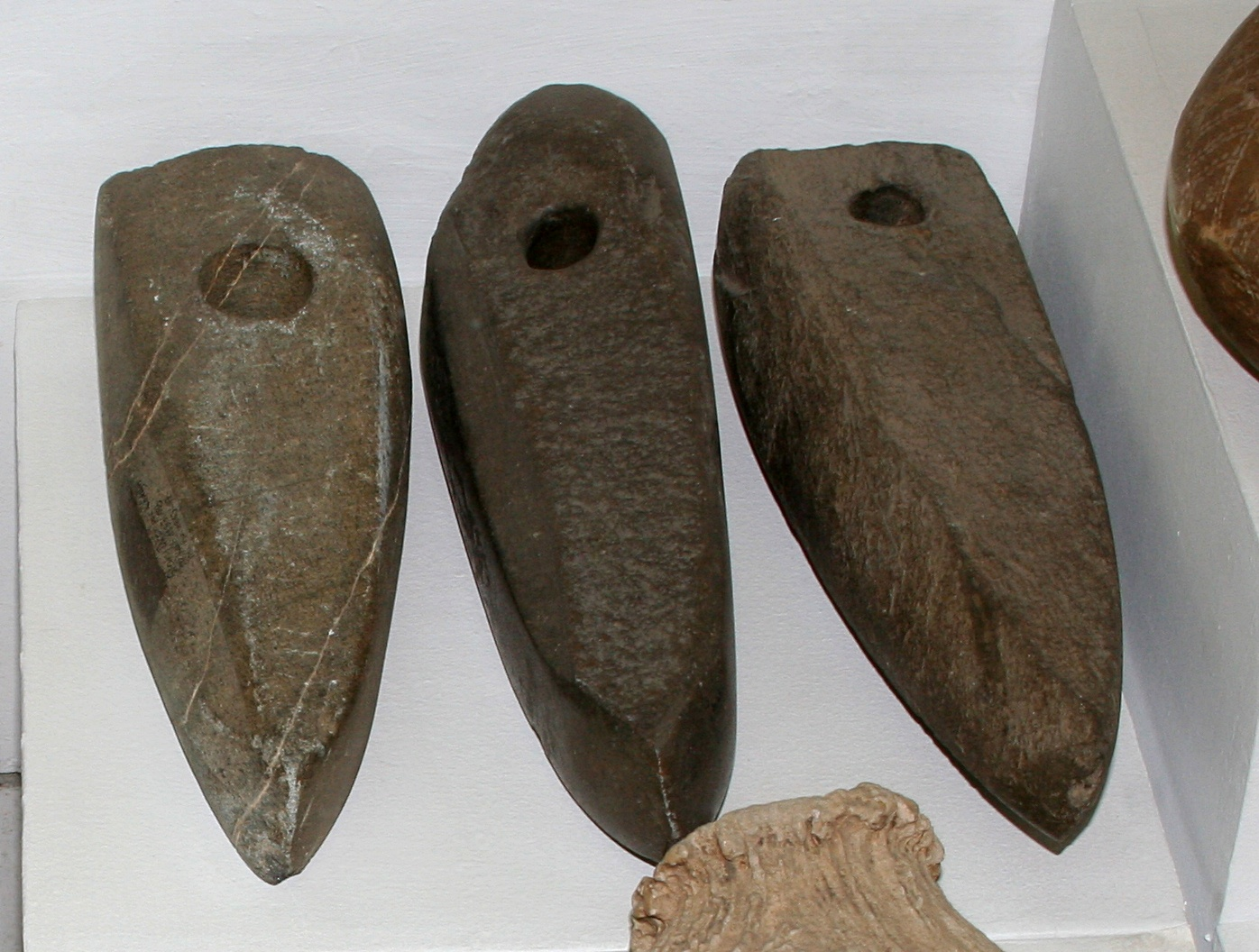
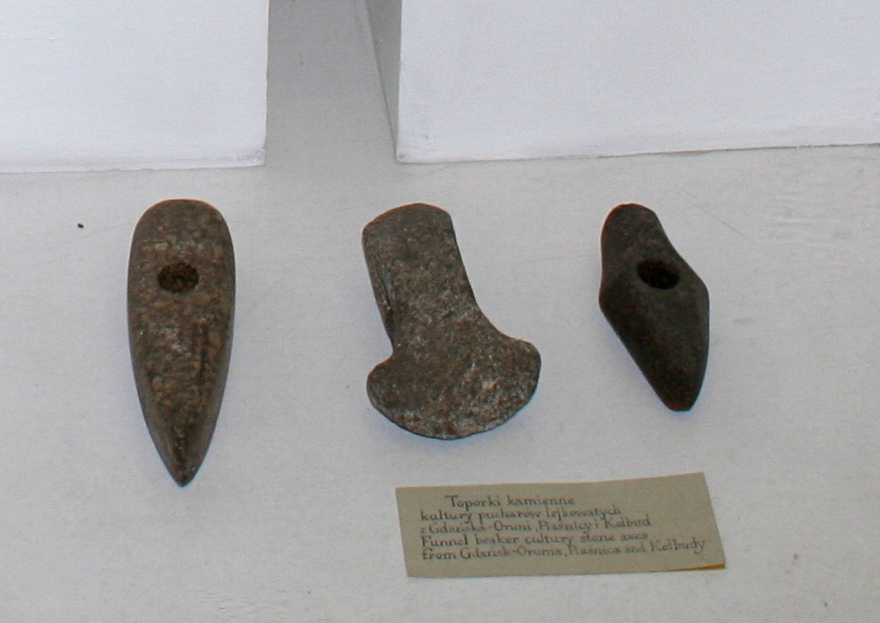

## Les directeurs
- 1953 - 1983 Leon Jan Łuka
- 1983 - 1991 Marian Kwapiński
- 1991 - 2014 Henryk Paner
- 2015 Ewa Trawicka